# Нивы (Молоковский район)
Нивы — деревня в Молоковском районе Тверской области. Относится к Обросовскому сельскому поселению.

## География
Деревня находится на берегу реки Могоча в 12 км на юго-восток от центра поселения деревни Обросово и в 22 км на юго-запад от районного центра пгт Молоково.

## История
В XIX веке существовали село Александровские Нивы и деревня Нивы. В 1855 году в селе Александровские Нивы была построена деревянная Ахтырская церковь с 1 престолом. 
В конце XIX — начале XX века село Александровские Нивы и деревня Нивы входили в состав Яковлевской волости Бежецкого уезда Тверской губернии. 
С 1929 года деревня Нивы входила в состав Суборьского сельсовета Молоковского района Бежецкого округа Московской области, с 1935 года — в составе Калининской области, с 2005 года — в составе Обросовского сельского поселения.

## Население
| 1859 | 2008 | 2010 |
| ---- | ---- | ---- |
| 261  | ↘2   | ↘1   |